# Ljuder
Ljuder är kyrkby i Ljuders socken. Den är belägen i Lessebo kommun i Kronobergs län, öster om Ljuderssjön och cirka åtta kilometer söder om Lessebo. 
I byn ligger Ljuders kyrka.

## Källhänvisningar
1. ↑  "LJUDERS KYRKBY OCH LJUDERS HEMBYGDSPARK SAMT AMERIKARUM." Arkiverad 30 oktober 2014 hämtat från the Wayback Machine. Hembygd.se. Läst 30 oktober 2014.

## Bilder

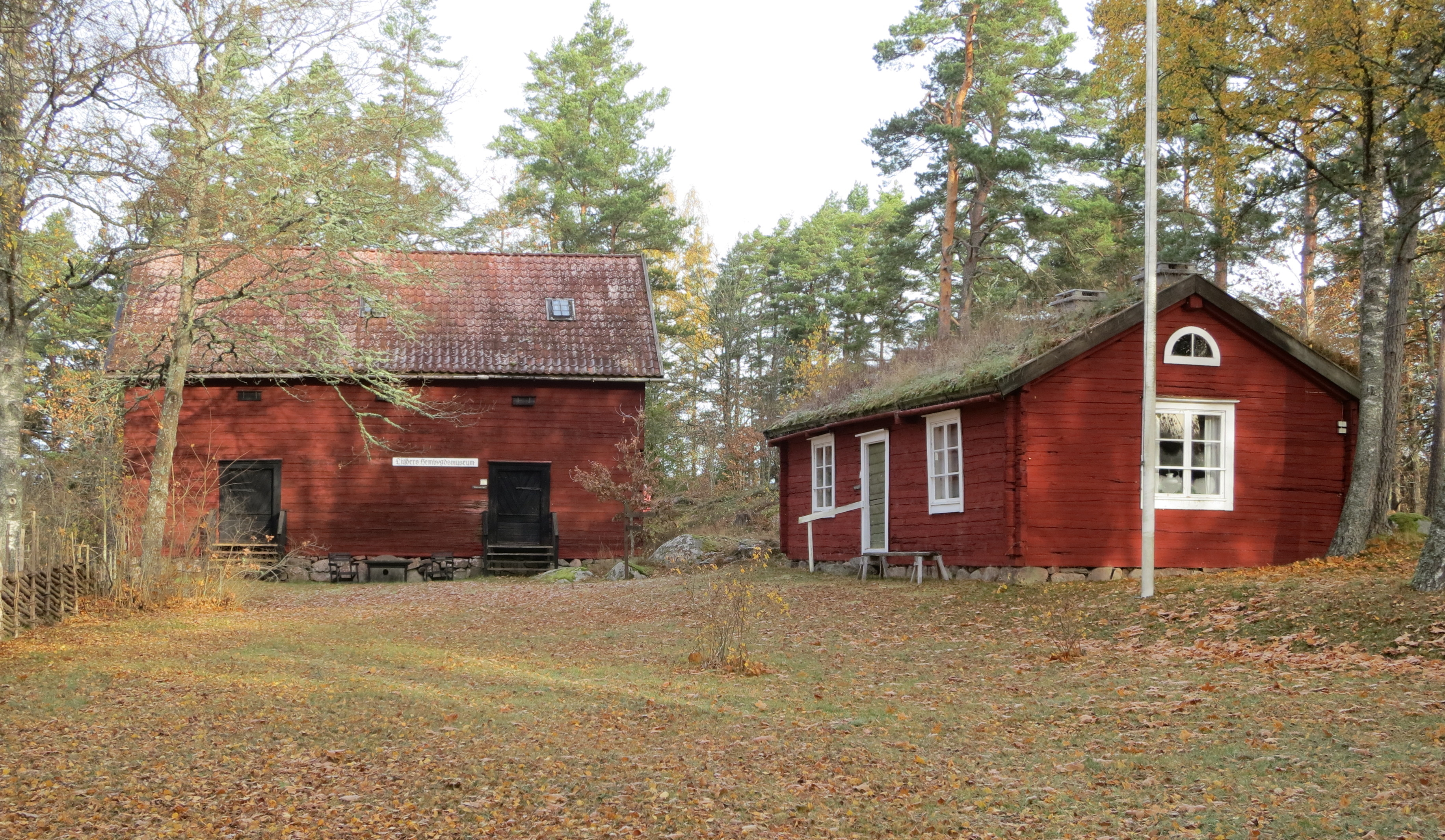
Hembygdsmuseet
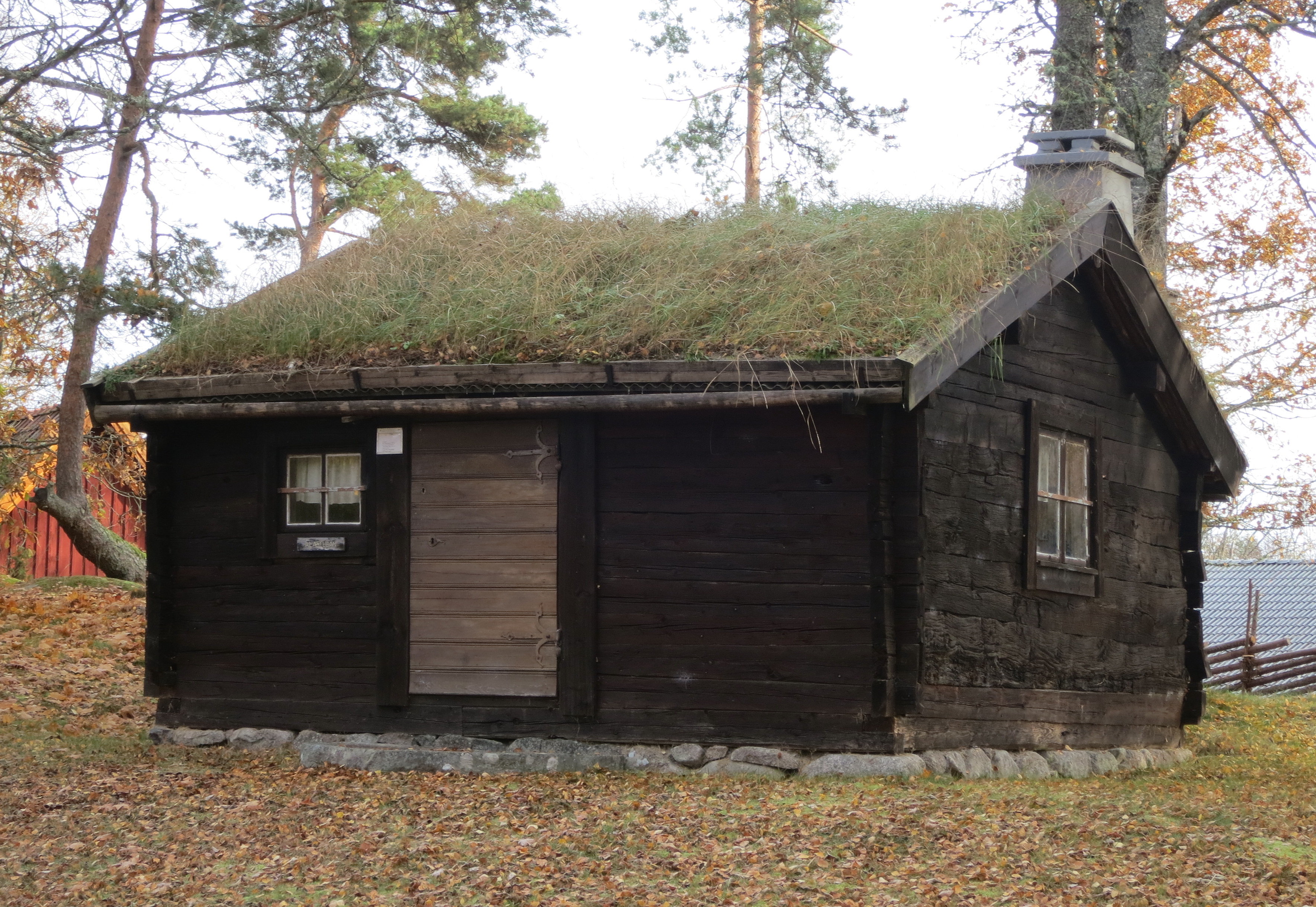
Ålastugan